# Кајанело Векио Суд-Ест (Казерта)
Кајанело Векио Суд-Ест је насеље у Италији у округу Казерта, региону Кампанија.
Према процени из 2011. у насељу је живело 43 становника. Насеље се налази на надморској висини од 189 м.